# Adolf Hohenstein
Adolf Hohenstein (geboren am 7. März 1881 in Boppard; gestorben am 3. November 1937 in Johannesburg, Südafrika) war ein deutscher Polizeipräsident von Kassel, SPD-Mitglied und Opfer des Nationalsozialismus.

## Leben
Als Sohn des Kaufmannes Nathan Hohenstein und dessen Ehefrau Emma Hohenstein, geb. Kahn, entstammte Hohenstein einer rheinischen jüdischen Familie. Nach dem Besuch des Gymnasiums studierte er Rechtswissenschaften an den Universitäten in Heidelberg, München und Bonn. Unterbrochen von seiner Militärdienstzeit, die er 1905/06 als Einjährig-Freiwilliger beim Feldartillerie-Regiment Nr. 63 in Mainz verbrachte, schloss er seine Studien 1907 an der Friedrich-Alexander-Universität in Erlangen mit der Schrift Zur Darlehenslehre nach B.G.B. und der Promotion zum Dr. jur. ab. Zu diesem Zeitpunkt war Hohenstein als Gerichtsreferendar am Amtsgericht Köln beschäftigt.
Mit Ablegung des zweiten juristischen Staatsexamens am 27. März 1909 zum Gerichtsassessor ernannt, war er seit dem 5. April 1909 in Köln als Rechtsanwalt beim dortigen Amts- und Landgericht niedergelassen. Mit Beginn des Ersten Weltkriegs fand Hohenstein zunächst Beschäftigung als Rechtsanwalt bei dem Kaiserlichen Bezirksgericht in Tabora (Tansania), stand im Weiteren aber ab 1914 freiwillig im aktiven Frontdienst in der Schutztruppe und nahm an 15 Gefechten teil, bevor er am 19. September 1916 in belgische Kriegsgefangenschaft geriet, aus der er zu Anfang 1920 zurückkehrte. Hohenstein ließ sich wieder als Rechtsanwalt nieder, nun in seiner Geburtsstadt Boppard.
Im Mai 1920 trat er als Justitiar und später Abteilungsleiter in die Kommission des Reichsfinanzministeriums für Rechtsangelegenheiten aus dem Kriege ein, bevor zum  26. Juni 1922 seine probeweise Übernahme in die allgemeine Staatsverwaltung und als Justitiar beim Polizeipräsidium Berlin folgte, dort erfolgte auch am 31. Januar 1923 die Ernennung zum Regierungsrat. Gut drei Jahre darauf erhielt er zum 1. Juli 1926 und unter Ernennung zum Oberregierungsrat die Umsetzung an das Polizeipräsidium Elberfeld. In gleicher Stellung zum 1. Februar 1928 zum Polizeipräsidium Kassel versetzt wurde Hohenstein dort am 29. März 1928 zum Polizeipräsidenten in Kassel ernannt.
Hohenstein berichtet am 5. Oktober 1929 aus seinem Dienstbereich, das die NSDAP im Besonderen im flachen Kasseler Umland „einen nicht zu unterschätzenden Aufschwung genommen.“ Und fordert daher, „das staatsgefährdende Treiben der NSDAP zu beenden, weil die demagogische Propaganda der Nazis die Republik und ihre Vertreter systematisch angreife.“
Unmittelbar nach dem sogenannten Preußenschlag, wurde Adolf Hohenstein, der als „Jude Hohenstein“ den Nationalsozialisten als Inkarnation des verhassten „Systems von Weimar“ galt als einer der ersten preußischen Spitzenbeamten am 22. Juli 1932 seines Amtes enthoben und in den einstweiligen Ruhestand versetzt, wurde Hohenstein nach der Machtübernahme durch die Nationalsozialisten am 31. August 1933 auch formell entlassen. Als Folge eines Prozesses wurden Hohenstein schließlich die Pension, die Hinterbliebenenfürsorge und das Recht auf das Führen seiner Amtsbezeichnung entzogen. Zunächst emigrierte er 1933 in die Tschechoslowakei, 1935 gelangte er nach Südafrika. Hohenstein starb 1937.
Hohenstein war Mitglied des 1903 aufgelösten Nationalsozialen Vereins Friedrich Naumanns, gehörte von 1922 bis zur Machtergreifung durch die Nationalsozialisten im Jahr 1933 der SPD an und von 1921 bis 1926 der Liga für Menschenrechte. Er war ferner Geschäftsführer des Central-Vereins Deutscher Staatsbürger jüdischen Glaubens in Saarbrücken.

## Familie
Hohenstein war mit Olga Eisenmann (geboren am 9. Oktober 1891 in Eimsbüttel) verheiratet, einer Tochter des jüdischen, später evangelisch-lutherischen Kaufmannes Max Eisenmann und dessen Ehefrau Alice Bella Eisenmann, geb. Simonson.

## Schriften
- Zur Darlehenslehre nach B.G.B. (Dissertation), Bonn 1907
- mit Wenzel Goldbaum: Reichsschädengesetze (Guttentagsche Sammlung deutscher Reichsgesetze, Nr. 150) Berlin/Leipzig 1922